# Raising Sand
Raising Sand é o primeiro álbum de estúdio colaborativo entre o cantor norte-americano de rock Robert Plant e a cantora norte-americana de bluegrass Alison Krauss. Seu lançamento ocorreu em 23 de outubro de 2007, através da Rounder Records. A obra venceu a categoria de Álbum do Ano no Grammy Awards de 2009.

## Recepção

### Crítica
Após seu lançamento, o álbum recebeu aclamação pela crítica especializada. No Metacritic, a obra possui 87 pontos de 100, com base em 20 críticas. Na lista de final de ano da Rolling Stone, Raising Sand apareceu na 24.ª posição entre os melhores álbuns do ano.

### Comercial
O álbum estreou em segundo lugar na Billboard 200, vendendo cerca de 112 mil cópias em sua primeira semana, a posição mais alta nas paradas para o trabalho solo de qualquer um dos artistas, embora Plant já tivesse alcançado o primeiro lugar várias vezes com o Led Zeppelin. Raising Sand recebeu certificado de platina pela Recording Industry Association of America (RIAA) em 4 de março de 2008. Após um bom desempenho no Grammy Awards de 2009, o álbum liderou a parada de álbuns de rock da Billboard e a parada de álbuns de Top Internet Albums pela primeira vez na semana de 28 de fevereiro de 2009. O álbum também alcançou o topo da parada de álbuns country do Canadá e também alcançou a segunda posição na Billboard Top Country Albums, ficando atrás de Fearless, de Taylor Swift, por cerca de 35 semanas não consecutivas. Com a vendagem de 77 mil cópias em um aumento de 715%, Raising Sand saltou de 69 para 2 na Billboard 200. O álbum entrou no Top 5 da parada de álbuns do Reino Unido, chegando ao segundo lugar em 2 de janeiro de 2008.

## Lista de faixas
| N.º            | Título                                   | Compositor(es)                                       | Duração |  |
| 1.             | "Rich Woman"                             | Dorothy LaBostrie, McKinley Millet                   | 4:04    |  |
| 2.             | "Killing the Blues"                      | Roly Jon Salley                                      | 4:16    |  |
| 3.             | "Sister Rosetta Goes Before Us"          | Sam Phillips                                         | 3:26    |  |
| 4.             | "Polly Come Home"                        | Gene Clark                                           | 5:36    |  |
| 5.             | "Gone Gone Gone (Done Moved On)"         | The Everly Brothers                                  | 3:33    |  |
| 6.             | "Through the Morning, Through the Night" | Gene Clark                                           | 4:01    |  |
| 7.             | "Please Read the Letter"                 | Jimmy Page, Charlie Jones, Michael Lee, Robert Plant | 5:53    |  |
| 8.             | "Trampled Rose"                          | Kathleen Brennan, Tom Waits                          | 5:34    |  |
| 9.             | "Fortune Teller"                         | Allen Toussaint                                      | 4:30    |  |
| 10.            | "Stick With Me Baby"                     | Mel Tillis                                           | 2:50    |  |
| 11.            | "Nothin'"                                | Townes Van Zandt                                     | 5:33    |  |
| 12.            | "Let Your Loss Be Your Lesson"           | Milton Campbell                                      | 4:02    |  |
| 13.            | "Your Long Journey"                      | Doc Watson, Rosa Lee Watson                          | 3:55    |  |
| Duração total: | Duração total:                           | Duração total:                                       | 57:10   |  |